# Oscar Osterman

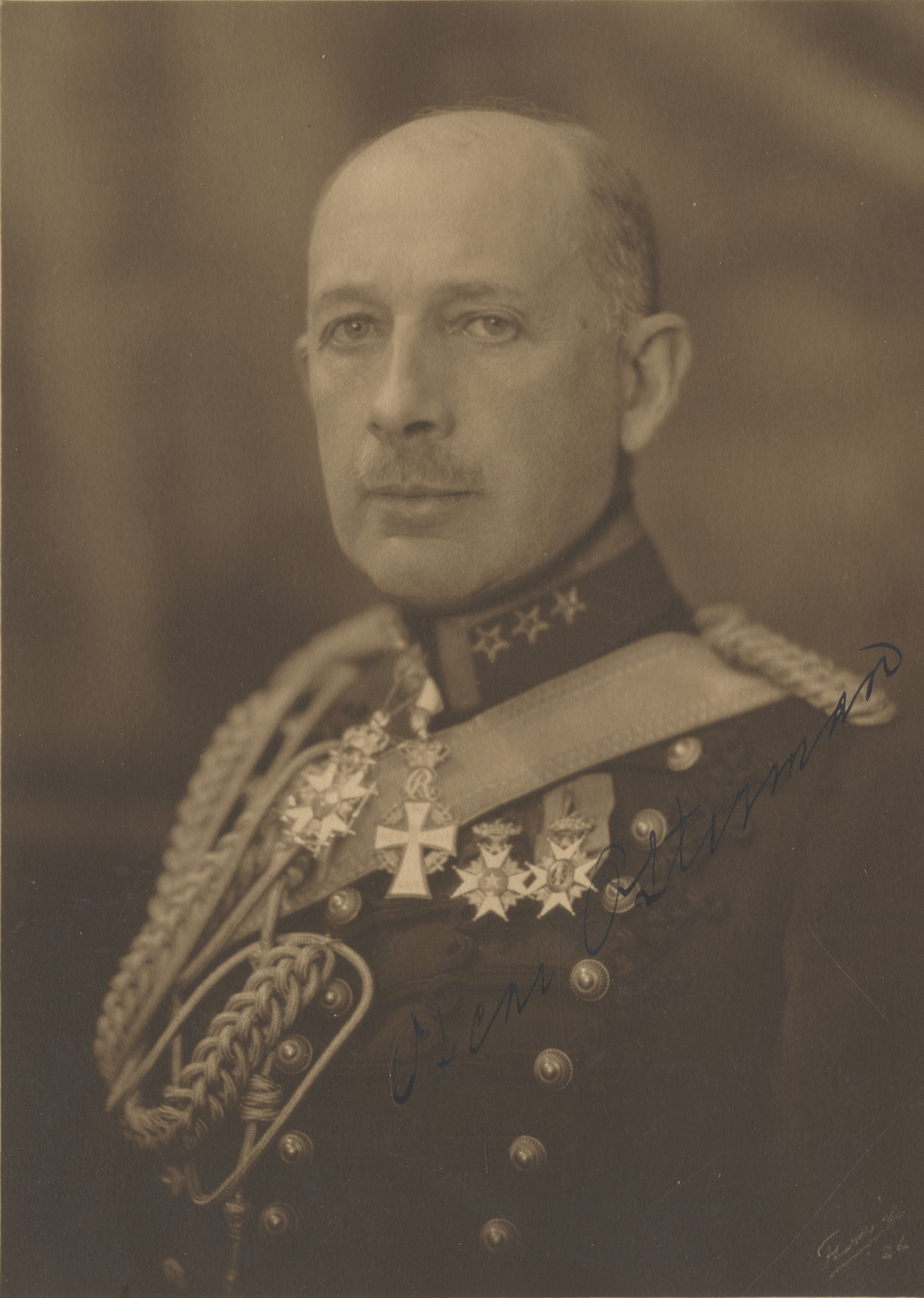
Oscar Osterman som överste 1926.

Oscar Fredrik Osterman, född 5 september 1874 i Brunflo församling i Jämtlands län, död 3 november 1956 i Kungsholms församling i Stockholm, var en svensk militär (generallöjtnant).

## Biografi
Osterman blev underlöjtnant vid Jämtlands fältjägarregemente 1894 och vid Norrlands artilleriregemente 1895. Han tjänstgjorde vid artilleristaben 1902–1912 och blev fälttygmästare och major 1915. År 1922 blev Osterman överste och 1926 blev han chef för Bodens artilleriregemente och 1930 chef för Göta artilleriregemente. Han blev brigadchef vid Norra arméfördelningen 1931, generalmajor 1933, var generalfälttygmästare och inspektör för artilleriet 1934–1936 och generalfälttygmästare och chef för Fälttygkåren 1937–1939. År 1939 befordrades Osterman till generallöjtnant. Han var ledamot av Arméns fullmäktige 1931–1933 och ordförande i Svenska officersförbundet 1932–1936. År 1911 invaldes Osterman som ledamot av Krigsvetenskapsakademien.
Oscar Osterman var son till majoren Tell Osterman och Edda Glas. Han gifte sig 1905 med Eva Skytte (född 1882), dotter till översten Carl Skytte och Märta Burman. Oscar Osterman var farbror till Justus Osterman.

## Utmärkelser
- Kommendör med stora korset av Svärdsorden, 15 november 1940.[4]
- Kommendör av första klassen av Svärdsorden, 10 december 1928.[5]
- Kommendör av andra klassen av Svärdsorden, 15 december 1925.[6]
- Riddare av Svärdsorden, 1915.[7]
- Riddare av Nordstjärneorden, 1922.[8]
- Riddare av Vasaorden, 1911.[9]
- Kommendör av första graden av Danska Dannebrogorden, tidigast 1935 och senast 1940.[10][11]
- Kommendör av andra graden av Danska Dannebrogorden, tidigast 1921 och senast 1925.[12][13]